# Crystal Love
「Crystal Love」（クリスタル・ラヴ）は、melody.の3枚目のシングル。

## 概要
- アルペンのCMソングとして起用され、CMの反響によりロングヒットとなった。この曲で自身初のミュージックステーションへの初出演を果たした。
- 「Crystal Love」の歌詞はmelody.が日本で初めて雪を見て感動したことを書いたもの。

## 収録曲
1. Crystal Love
  - 作詞：melody.、中川麻衣子／作曲：原一博／編曲：川端正義
  - アルペンCMソング
2. Do you hear what I hear?
  - 作詞：Noël Regney／作曲：Gloria Shayne Baker／編曲：河野圭
3. Crystal Love -m&M Remix-
  - リミキサー：村山晋一郎